# Sierra Bermeja
Sierra Bermeja är en bergskedja i Spanien. Den ligger i provinsen Provincia de Málaga och regionen Andalusien, i den södra delen av landet, 500 km söder om huvudstaden Madrid.